# Gerlach Maw
Gerlach Maw (* 17. November 1622 in Aachen; † Januar 1681 in ebenda) war ein deutscher Kupfermeister und mehrfacher Bürgermeister der Reichsstadt Aachen.

## Leben und Wirken
Der Sohn des Weinhändlers Mathias Maw und der Agnes Priem war zunächst um 1648 als Kupfermeister tätig und übernahm anschließend den Weinhandel seines Vaters. Er trat der Aachener „Bockzunft“ bei, in der sich die Patrizier, die Gelehrten, Ärzte, Juristen, Kaufleute und Beamte der Stadt organisiert hatten. 
Darüber hinaus engagierte sich Maw in der Kommunalpolitik und wurde von 1644 bis 1665 zum Meier von Burtscheid ernannt. Zudem wurde er in den Stadtrat gewählt und bekleidete 1654 das Amt des Baumeisters, 1656 das Amt des Rentmeisters und 1658 das Amt des Werkmeisters. Darüber hinaus wurde er Mitglied in der Sakramentsbruderschaft von St. Foillan, deren Mitglieder sich aus dem Adels- und höheren Bürgerstand zusammensetzten und zu deren Greve er ebenfalls 1658 berufen wurde. Schließlich wurde Maw in den Jahren 1665/66, 1666/67, 1668/69, 1670/71 und 1672/73 aus den Reihen der Zünfte zum Bürger-Bürgermeister gewählt. Dabei musste er im Jahr 1672 allein regieren, da zwischen 1671 und 1673 die Schöffen aus Protest keinen Kandidaten aus ihren Reihen vorgeschlagen hatten, da der von ihnen vorgesehene Kandidat für 1670 nicht vom Rat anerkannt worden war.
Gerlach Maw war verheiratet mit Anna Fiebus († 1676), Tochter des Bürgermeisters Balthasar Fiebus den Älteren. Zusammen bekamen sie elf Kinder, darunter den späteren Bürgermeister Mathias Maw. Es war die Hochphase der Aachener Mäkelei, bei der es im Aachener Stadtrat zu Auswüchsen von Korruption und Posten-Absprachen gekommen war. In diesem Zusammenhang war Maw bestrebt, sich sowohl mit seinem Schwager Nikolaus Fiebus als Bürgermeister mehrfach abzuwechseln als auch seinen Sohn Mathias Maw und seinen Neffen Balthasar Fiebus, den Jüngeren durch Absprachen als Nachfolger zu installieren. 
Gleiche Seilschaften waren ausschlaggebend für Maws Immobilienpolitik, bei der er und sein Schwager Nikolaus Fiebus zunächst das Grundstück der bei dem Stadtbrand von Aachen abgebrannten Stadtwaage am Hof sowie ein Nachbargrundstück aufkauften, beide Grundstücke jedoch bereits zwei Jahre später dem Apotheker Adam Coebergh weiter verkauften, auf denen später dann das Haus Monheim errichtet wurde. Ferner erwarb Maw eine weitere Kupfermühle mit einem dazu gehörenden Gutshof und kam durch Erbschaften seiner Frau in den Besitz mehrerer Immobilien im Bereich der heutigen Neupforte vor dem Neutor. Darüber hinaus ließ er sich am damaligen „Foggengraben“ (Froschgraben) eine repräsentative Stadtvilla erbauen, die sowohl als Verhandlungsort für die Friedensverhandlungen von 1668 als auch als Gästehaus für den päpstlichen Nuntius Agostino Franciotti diente. Später kam die Villa erneut zu Ehren und wurde 1818 Verhandlungsstätte anlässlich des Aachener Monarchenkongresses sowie Gästehaus für den mitgereisten Prinzen Carl von Preußen. Der spätere Besitzer der Stadtvilla ließ dort das Gartenhaus Nuellens errichten.
Gerlach Maw starb 1681 und in Erinnerung an ihm wurde der „Foggengraben/Fockengraben“ in „Mawengraben“ umbenannt, aus dem nach dem Monarchenkongress schließlich der heutige Friedrich-Wilhelm-Platz wurde.